# Lehmergrundschanze
Die Lehmergrundschanze war eine Skisprungschanze in Johanngeorgenstadt im sächsischen Erzgebirge.

## Geschichte
Die erste Schanze am Eingang des Lehmergrundes wurde 1920 von Arbeitersportlern aus Johanngeorgenstadt und Umgebung auf einem Südhang errichtet und am 15. Januar 1921 als Murmelmühlenschanze eingeweiht. Aufgrund der exponierten Südlage gab es jedoch bereits von Anfang an häufig Probleme wegen des frühzeitigen Tauens des Schnees und der damit verbundenen Schneeunsicherheit.
Nach der am 30. Dezember 1923 durch den Wintersportverein in Johanngeorgenstadt unweit des Bahnhofs im Schwarzwassertal erfolgten Weihe eine Schanze, die zu Ehren eines 1918 gefallenen Vereinsmitglieds Hans-Heinz-Schanze genannt wurde, bemühten sich auch die Arbeitersportler der Rot-Sport-Vereinigung in Zusammenarbeit mit der Wintersport-Interessen-Gemeinschaft Johanngeorgenstadt um die Errichtung einer neuen Sprungschanze in schneesicherer Lage. Sie fanden schräg gegenüber der alten Lehmergrundschanze, die daraufhin abgerissen wurde, an der Nordseite des Lehmergrundes einen geeigneten Bauplatz. Die Einweihung der neuen Lehmergrundschanze fand 1931 im Rahmen des ersten internationalen Treffens der Roten Sportler in Johanngeorgenstadt statt. Am Schanzentisch prangte damals die Losung "Proletarier aller Länder vereinigt Euch!"
Am 27. Februar 1932 hielt die Wintersport-Interessen-Gemeinschaft ihre Vereinswettkämpfe mit großen Springen an der Lehmergrundschanze ab. Wettkämpfe des Wintersportvereins sind auf der Lehmergrundschanze noch 1937 nachweisbar.
Die aus zahlreichen Holzelementen bestehende Sprungschanze zeigte nach einigen Jahren bereits Verwitterungserscheinungen, die die Standfestigkeit der Anlage massiv beeinträchtigten und letztendlich unmittelbar nach Ende des Zweiten Weltkrieges zum kompletten Abriss der Schanze führten, zumal an Stelle der Lehmergrundschanze durch den Uranbergbau eine Abraumhalde aufgeschüttet wurde.

## Technische Daten
- Anlauflänge: 60 Meter
- Gefälle: 30 Grad
- Anlaufgerüst: 8 Meter hoch, 23 Meter lang
- Schanzentisch: 3,40 Meter hoch, 12 Meter lang, Gefälle: 12 Grad